# Szató Hiroaki
Szató Hiroaki (Hjógo, 1932. február 5. – 1988. január 1.) japán válogatott labdarúgó, olimpikon.
A japán válogatott tagjaként részt vett az 1956. évi nyári olimpiai játékokon.

## Statisztika
| Japán válogatott | Japán válogatott | Japán válogatott |
| Időszak          | Mérk.            | gól              |
| ---------------- | ---------------- | ---------------- |
| 1955             | 5                | 0                |
| 1956             | 3                | 0                |
| 1957             | 0                | 0                |
| 1958             | 4                | 0                |
| 1959             | 3                | 0                |
| Összesen         | 15               | 0                |